# Axel Heiberg

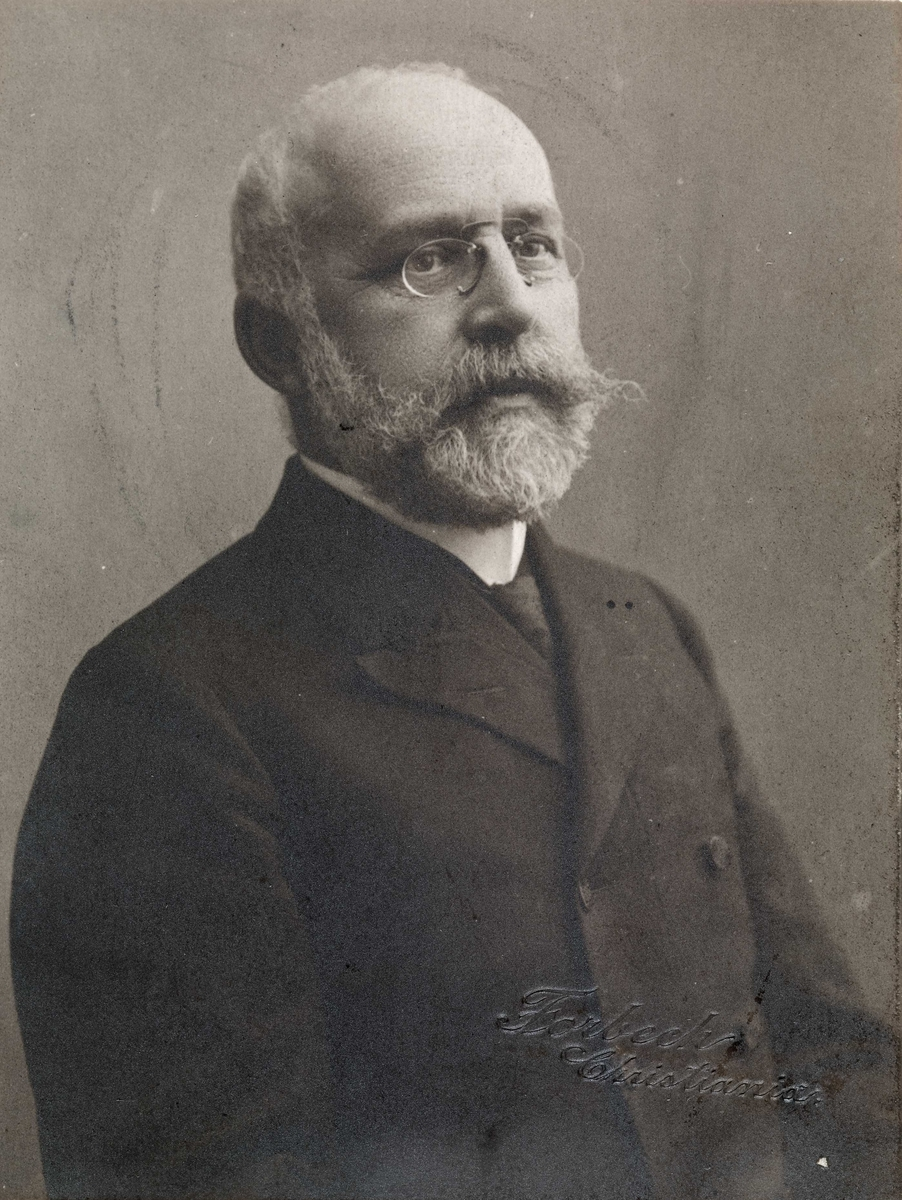
Axel Heiberg

Axel Heiberg (Kristiania, 16 maart 1848 - Oslo, 4 september 1932) was een Noors zakenman en diplomaat. Hij is vooral bekend vanwege zijn financiële steun aan de poolexpedities van Fridtjof Nansen, Otto Sverdrup en Roald Amundsen.
Het Canadese Axel Heibergeiland en de Axel Heiberggletsjer op de Zuidpool zijn naar hem genoemd.

## Referentie
- Dit artikel of een eerdere versie ervan is een (gedeeltelijke) vertaling van het artikel Axel Heiberg op de Duitstalige Wikipedia, dat onder de licentie Creative Commons Naamsvermelding/Gelijk delen valt. Zie de bewerkingsgeschiedenis aldaar.